# Barniedo de la Reina
Barniedo de la Reina es una pedanía perteneciente al municipio de Boca de Huérgano dentro del Parque Regional de los Picos de Europa situado en la provincia de León, en la comunidad autónoma de Castilla y León, España.

## Contexto geográfico y natural
Está situado a una altitud de 1140 m s. n. m., en la margen izquierda del río Esla, que discurre por el valle de Tierra de la Reina, y en la confluencia de este con el río de Valponguero. El pueblo se encuentra rodeado de montañas, y en sus proximidades se encuentran cimas como el Pico Murcia (2341 m) o La Rasa (2089 m).
De actividad predominantemente agrícola y ganadera, sus cultivos se extienden por tres zonas principales:
- La vega de Barniedo: terreno fértil y muy llano delimitado al norte por el cauce del río Yuso, al oeste por el pueblo de Los Espejos de la Reina, al sur por la ladera del macizo de La Rasa, y al este por el propio pueblo. Con una extensión aproximada de 10 ha, sus prados se destinan a cereales, hortalizas, y árboles frutales en menor medida.

- El valle de Valponguero: formado por el río del mismo nombre, de gran caudal durante el invierno y la primavera, puesto que recoge las lluvias y nieves de montañas cercanas a los 2000 m. Este es el motivo de que se trate de un valle ancho y con numerosas llanuras a ambos lados del arroyo, aptas para el cultivo preferente de cereales. El pueblo se encuentra al oeste y fin del valle, que está limitado al norte por los Altos del Grillo, al sur por el macizo de La Rasa y los Altos de Martín Vaquero, y al este por el Pico Murcia. A lo largo de sus 10 km de longitud se encuentran varias edificaciones dedicadas al pastoreo: caseta del Machorril, caseta de Magánaves, caseta de Rozalacalle y caseta de Gustalapiedra.

- El valle de Guspiada: también formado por el arroyo del mismo nombre. Es un valle más estrecho, sinuoso y corto que el de Valponguero, ya que apenas llega a los seis kilómetros. Finaliza en la desembocadura del arroyo al río Yuso, a dos kilómetros del pueblo en dirección a Santander por la N-621. Está limitado al norte por El Cillerón (1833 m), al sur por Los Bildares, y al oeste por los Altos del Burro y la Sierra de Hormas.

## Historia
Se hace mención de Barniedo por primera vez en una escritura de la Catedral de León, en el año 1080. El donante, un sacerdote, llamado Fernando, domiciliado en la «Villa de Verneto».
En su origen este lugar se llamaba Verneto, del latín verna «álamo», a finales del siglo XI. De ahí se pasó a Varneto y Barneto, más tarde a Varnedo y Barnedo, y por fin a Barniedo. Con esa palabra no solo se significaba el preciso lugar de la villa o del pueblo, sino también el territorio circundante, comprendidos los lugares de Los Espejos y Villafrea, según documentos del Monasterio de Santo Toribio de Liébana. Por ejemplo, el año 1221 el magnate Fernando García es señor de Portilla y de Barniedo: sennor de Portialla et de Barnedo. Y en el año 1214 es mencionado el concejo de Barniedo y de Villafrea: conceio de Varniedo et de VillaFrea veedores et oidores.
Verneto fue el primer nombre de Barniedo, y significa «alameda», «chopera», «alisal». En aquel tiempo, existió un centro de explotación agraria, que estaría situado en el actual solar de Barniedo. Aún perduran casas típicas de la montaña, algunas con la cubierta de techo de cuelmo de centeno, cubierta vegetal empleada también en otras zonas de León.
En el año 1097, el magnate Anaya Citiz hace donación a la abadía de Sahagún de un monasterio, situado en Barneto, en tierra de Riaño, junto al río Bieron. En primer lugar la palabra monasterio aquí no significa un gran edificio con un grupo numeroso de monjes. Aquí, como en otros lugares de la Montaña, bastaba una pequeña iglesia con un edificio adjunto para vivienda de dos o tres clérigos. Se donan los edificios con las heredades que les pertenecían. El monasterio se titula de San Vicente, por eso hay que pensar que se hallaba situado en el solar de la actual iglesia parroquial, titulada también así, o en sus cercanías.

## Arquitectura
La iglesia tiene portada románica del siglo XIII de medio punto con varias arquivoltas. Aún existe una capilla gótica cuyo retablo del siglo XVI está en el Museo Diocesano de la Catedral de León. En la bóveda de la capilla mayor están pintados los cuatro evangelistas (siglo XIV).

## Fiestas
Su fiesta patronal es el 22 de enero, San Vicente mártir que se celebra también el último fin de semana de agosto. Los días anteriores se dedican a campeonatos de juegos populares, siendo la víspera el pistoletazo de salida de su fiesta. El día de San Vicente comienza con la procesión que es precedida por el pendón del pueblo y la imagen del patrón.
A continuación se celebra la santa misa en honor a su patrón, con una serie de ofrendas de reciente implantación. Concluida esta, a la salida, se entrega como manda la tradición un pedazo de pan a todos los asistentes, que a su vez besan un icono.
Es el comienzo del día grande, se toma un vino y unas pastas en la casa del cura, también como manda la tradición. Por la tarde comienza el concurso de bolos por equipos, lo que aporta una gran afluencia de gentes de los pueblos de la zona.